# Ville-Langy
Ville-Langy is een gemeente in het Franse departement Nièvre (regio Bourgogne-Franche-Comté) en telt 289 inwoners (2009). De plaats maakt deel uit van het arrondissement Nevers.

## Geografie
De oppervlakte van Ville-Langy bedraagt 28,0 km², de bevolkingsdichtheid is 10,8 inwoners per km².
De onderstaande kaart toont de ligging van Ville-Langy met de belangrijkste infrastructuur en aangrenzende gemeenten.

## Demografie
Onderstaande figuur toont het verloop van het inwonertal (bron: INSEE-tellingen).